# Шейла Терри
Ше́йла Те́рри (англ. Sheila Terry), настоящее имя — Кей Кларк (англ. Kay Clark; 5 марта 1907, Уоррод, Миннесота, США — 19 января 1957, Нью-Йорк, Нью-Йорк, США) — американская актриса

.

## Ранние годы и карьера
Кей Кларк позже известная как Шейла Терри, родилась 5 марта 1907 года в Уорроде (штат Миннесота, США). Терри изучала драматургию в академии Диксона-Кенвина, школе при Лондонской королевской академии. Позже она переехала в Нью-Йорк, где продолжила учёбу и сыграла в нескольких пьесах. Появившись на Бродвее в «Маленьком рэкетире», она была замечена кем-то из киноиндустрии и получила приглашение на прослушивание, которое привело к заключению контракта с Warner Bros.
В 1927—1929 годы Терри работала школьной учительницей в штате Миннесота.
В 1930-х годах Терри играла в фильмах Warner Bros. Она появилась с Джоном Уэйном в вестернах «Заколдованное золото» (1932); «Под небом Аризоны» и «Граница беззакония» (1934). Сыграла в криминальной драме «20 000 лет в Синг-Синге» (1932) с Бетт Дейвис, Луи Кэлхерном и Спенсером Трейси и в фильме Мариона Геринга «Мадам Баттерфляй» (1932), в котором появилась вместе с Кэри Грантом и Сильвией Сидни. В 1933 году она ненадолго покинула Голливуд ради нью-йоркской сцене.

## Личная жизнь
С 4 июля 1922 года по 1924 год Терри была замужем за актёром Роем Седли.
Она вышла замуж за майора Лоуренса Э. Кларка, богатого светского жителя Торонто, 16 августа 1928 года. Она развелась с ним 16 февраля 1934 года.
В 1937 году она вышла замуж за Уильяма Маги из Сан-Франциско и ушла из шоу-бизнеса. После его смерти Терри хотела вернуться в шоу-бизнес, но не смогла найти работу.
Она работала пресс-агентом в течение 15 лет.

## Смерть
В январе 1957 года её тело было обнаружено в квартире на третьем этаже, которая являлась как её домом, так и офисом. Друг и сосед, Джерри Китинг, пошёл к ней в квартиру, когда ему не удалось связаться с ней по телефону. Дверь была заперта, и Терри не отвечала на звонок. Китинг вызвал полицию; они взломали дверь квартиры и обнаружили тело Терри на полу спальни, её спина прислонилась к кровати. Пять пустых капсул из-под лекарства лежали на полу рядом. Официальной причиной смерти было названо самоубийство путём отравления снотворными таблетками.
Друзья сказали полиции, что она вернулась из поездки в Мексику за несколько дней до своей смерти и что она заболела, когда вернулась домой. Позже выяснилось, что она умерла разорённой; у неё остался только скудный гардероб. Она была похоронена в Поле Поттера в Нью-Йорке.

## Избранная фильмография
| Год  |   | Русское название        | Оригинальное название             | Роль                      |
| ---- | - | ----------------------- | --------------------------------- | ------------------------- |
| 1923 | ф | Трое в паре             | Three on a Match                  | Наоми                     |
| 1932 | ф | Я — беглый каторжник    | I Am a Fugitive from a Chain Gang | Секретарь Аллена          |
| 1932 | ф | 20 000 лет в Синг-Синге | 20,000 Years in Sing Sing         | «Бейб» Сондерс, жена Бада |
| 1933 | ф | Мэр ада                 | The Mayor of Hell                 | Блондинка с Майком        |